# Transports dans le Tarn

Les transports dans le département français du Tarn sont fortement marqués par la proximité de la métropole toulousaine. Les principales infrastructures de transport du département sont en effet orientées de et vers Toulouse. Parmi celles-ci, l'axe formé par la vallée du Tarn ressort : les différentes agglomérations qui se  succèdent de Saint-Sulpice-la-Pointe à Albi sont reliées à la Ville Rose par la seule autoroute du département (l'autoroute A68) et la principale ligne ferroviaire du département.

## Transport routier

Le pont Saint-Michel de Gaillac permet le franchissement du Tarn en direction de Lavaur.

### Infrastructures routières
Les principaux axes routiers du département sont :
- l'autoroute A68, autoroute gratuite qui relie la préfecture Albi à la métropole de Toulouse ;
- la route nationale 88, en grande partie aménagée à 2x2 voies, qui prolonge l'A68 vers Rodez ;
- la route nationale 126, qui relie Castres à Toulouse ; sa transformation en autoroute A69 est prévue pour 2025, sous la forme d'une concession à la société Atosca (filiale du groupe NGE) ;
- la route nationale 111, qui prolonge la précédente vers Mazamet.

### Transport collectif de voyageurs
Le Tarn est desservi par le réseau régional de transport routier liO, qui exploite 25 lignes régulières dans le département, pour la plupart au départ d'Albi ou de Castres.

## Transport ferroviaire

### Historique

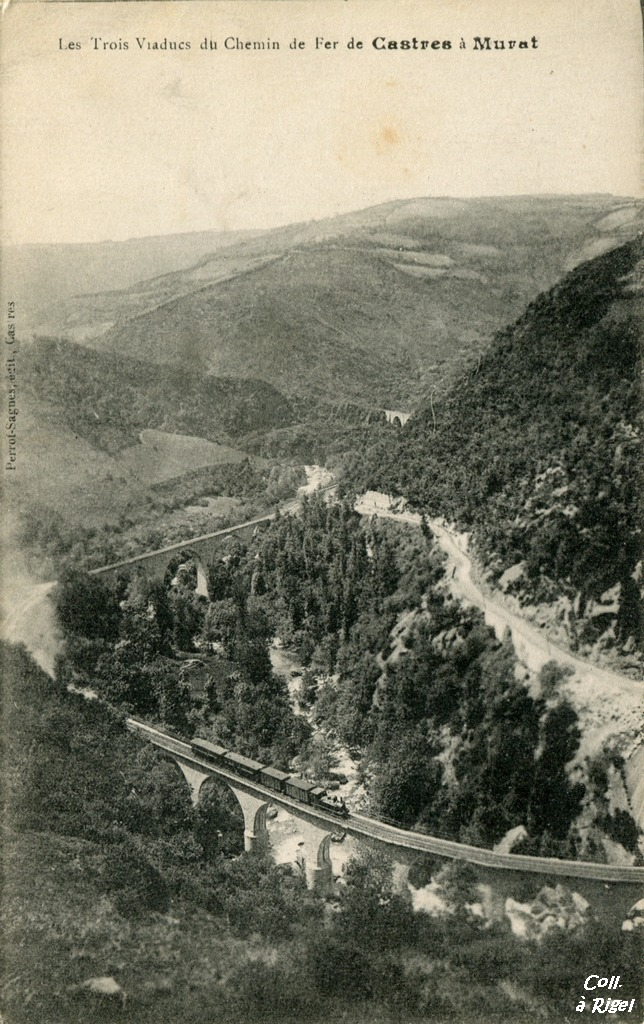
Les trois viaducs du chemin de Fer de Castres à Murat-sur-Vèbre, sur le réseau d'intérêt local des Chemins de fer départementaux du Tarn, vers 1922.

Le chemin de fer a d'abord été minier dans le Tarn : la première ligne de chemin de fer du département, reliant Albi à Carmaux, a été ouverte en 1858 par la Compagnie minière de Carmaux. Le réseau d’intérêt général, qui a principalement été développé dans le département par la Compagnie des chemins de fer du Midi et du Canal latéral à la Garonne (Midi), n'a jamais été très étendu. À la veille de la Première Guerre mondiale, le chemin de fer d’intérêt général desservait notamment Albi, Carmaux, Castres, Gaillac, Labruguière, Lavaur, Mazamet, Lisle-sur-Tarn, Marssac, Rabastens, Saint-Amans-Soult, Saint-Juéry, Saint-Paul-Cap-de-Joux et Saint-Sulpice.
Le Tarn a également été desservi par plusieurs réseaux de chemins de fer d’intérêt local. La Compagnie des chemins de fer à voie étroite et tramways à vapeur du Tarn (1895-1937) reliait Laboutarié (près de la petite ville de Réalmont, à laquelle elle était reliée par le tramway de Taboutarié à Réalmont) à Saint-Sulpice et Lavaur, par Graulhet. Les Chemins de fer départementaux du Tarn desservaient l'est du département de 1905 à 1962 : des lignes à écartement métrique desservaient, depuis Castres, Brassac et Murat-sur-Vèbre via Vabre et Lacaune, et, depuis Albi, Valence-d'Albigeois et Alban. Les Voies ferrées départementales du Midi (VFDM), enfin, relièrent brièvement dans les années 1930 Castres à Toulouse et Revel, en Haute-Garonne.
À partir des années 1930, les lignes les moins fréquentées, d'intérêt général comme d'intérêt local, ferment progressivement. Depuis les années 1970, seules subsistent les lignes orientées de et vers Toulouse, qui restent à voie unique et non-électrifiées.
|                                             |
| Le réseau ferroviaire à son apogée en 1930. |

|                                     |
| Le réseau ferroviaire de nos jours. |

|                                                    |
| Carte animée de l’évolution du réseau ferroviaire. |

### Situation actuelle

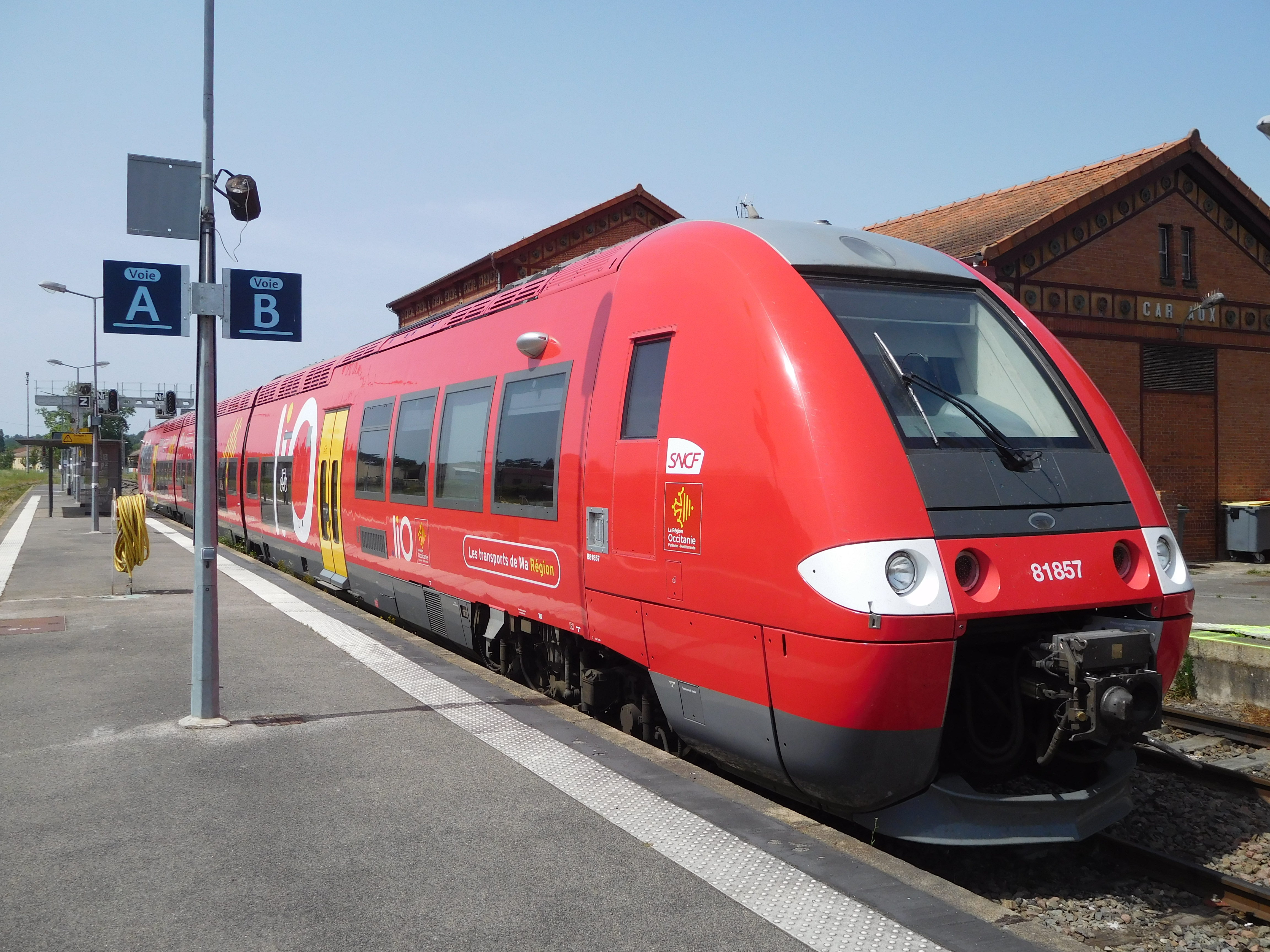
Un AGC B 81500, en livrée liO, en gare de Carmaux.

Les principales gares de voyageurs sont celles de Saint-Sulpice, Albi et Gaillac, avec une fréquentation annuelle entre 250 000 et 500 000 voyageurs en 2019.
Si le trafic ferroviaire du département est aujourd'hui principalement orienté de et vers Toulouse, il n'en a pas toujours été ainsi. C'est ce qui explique que les liaisons commerciales TER Occitanie (liO) empruntent successivement plusieurs tronçons d'anciennes lignes mis bout à bout :
- les trains effectuant la liaison Toulouse - Albi (- Rodez) circulent successivement sur la ligne de Brive-la-Gaillarde à Toulouse-Matabiau via Capdenac, la ligne de Tessonnières à Albi et la ligne de Castelnaudary à Rodez ;
- les trains effectuant la liaison Toulouse - Castres - Mazamet circulent successivement sur la ligne de Brive-la-Gaillarde à Toulouse-Matabiau via Capdenac, la ligne de Montauban-Ville-Bourbon à La Crémade, la ligne de Castelnaudary à Rodez et la ligne de Castres à Bédarieux ;
- les trains effectuant la liaison Toulouse - Capdenac, seuls, n'empruntent que la ligne de Brive-la-Gaillarde à Toulouse-Matabiau via Capdenac.

À l'exclusion du tronc commun de Toulouse à Saint-Sulpice, partiellement mis à double voie en 2013, toutes ces lignes sont à voie unique non-électrifiée.
Le département n'est desservi ni par TGV inOui ni par Intercités. Albi est l'une des plus grandes agglomérations de France métropolitaine à ne pas être reliée à Paris par des trains directs, hormis un Intercités de nuit hebdomadaire.

## Transport aérien
Le petit aéroport de Castres-Mazamet n'est desservi que par une ligne régulière, vers Paris.
Le département possède plusieurs aérodromes principalement destinés à l'aviation légère de tourisme et de loisirs : Albi - Le Sequestre, Gaillac - Lisle-sur-Tarn et Graulhet - Montdragon.

## Transports en commun urbains et périurbains
La communauté d'agglomération de l'Albigeois, la communauté d'agglomération de Castres Mazamet et la communauté d'agglomération Gaillac-Graulhet sont autorités organisatrices de la mobilité sur leur territoire et organisent des services de transport dans leur ressort territorial.
Les réseaux LibéA (Albi) et Libellus (Castres-Mazamet) comptent respectivement une vingtaine et une dizaine de lignes d'autobus, ainsi que du transport à la demande. Les transports en commun de Gaillac-Graulhet sont, eux, constitués de quatre micro-réseaux distincts : Le Passe-Pont (Rabastens-Couffouleux), La Navette de Gaillac (Gaillac), La Navette de Graulhet (Graulhet) et Lislenbus (Lisle-sur-Tarn).

## Modes actifs
Le département est traversé par plusieurs voies vertes, véloroutes et sentiers de grande randonnée.